# Шок терапија
Шок терапија је планско и контролисано изазивање шока у сврху лечења. Електрошок терапија се користи код тежих психичких обољења, у случају када друге терапеутске методе не дају резултате. Неопходан је пристанак породице за примену овог поступка. Инсулинска шок терапија је вештачко изазивање хипогликемије.